# 70000 Tons of Metal
70 000 Tons of Metal (officiellement stylisé comme 70000TONS OF METAL, court: 70000tons ou 70K) est un festival de musique heavy metal annuellement organisé en mer, à bord d'un bateau de croisière, réunissant plus de 60 groupes de heavy metal internationaux sur de multiples scènes, pendant 5 jours, incluant une escale d’une journée dans les Caraïbes.
70 000 Tons of Metal propose le « Jamming with Waters in International Waters » : un All-Stars Jam composé de membres présents à bord, autour de Jeff Waters, plus des rencontres avec les artistes, un concours de belly flop (concours de plats), etc.

## Histoire

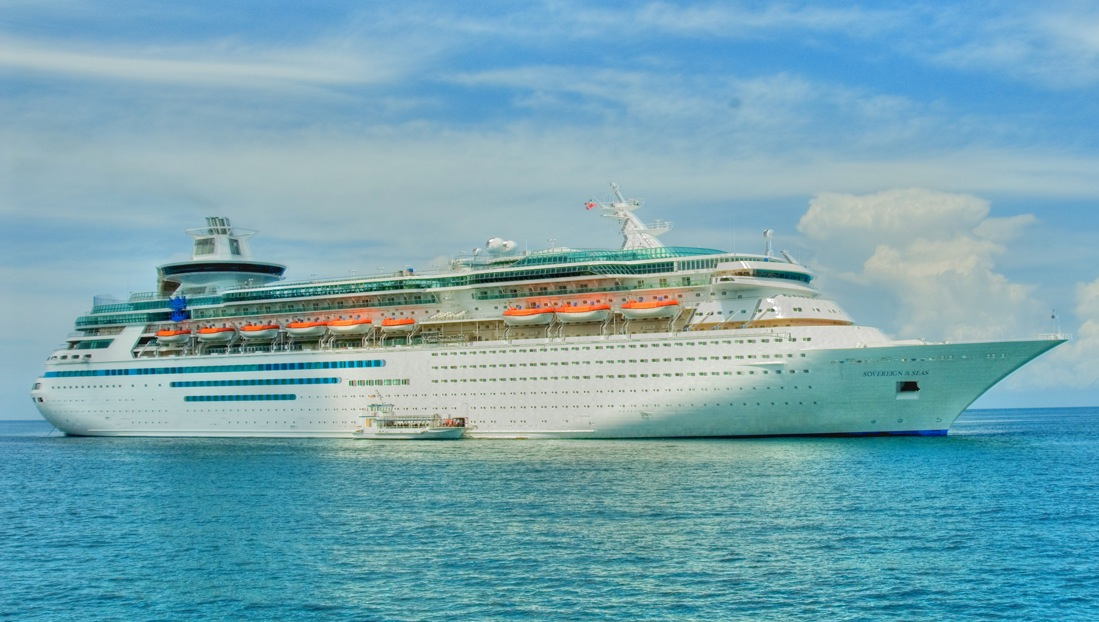
Le MS Majesty of the Seas.

La première édition de 70000 Tons of Metal a lieu en 2011. De 2011 à 2014, 70000 Tons of Metal a lieu à bord du navire de croisière MS Majesty of the Seas. En 2015 le festival est déplacé à un autre navire de croisière appelé MS Liberty of the Seas et ensuite à MS Independence of the Seas en 2016. De 2011 à 2014 le festival a lieu du lundi au vendredi, et depuis lors (2015) du jeudi au lundi. 
De 2011 à 2014 la croisière part de Miami, Floride. Depuis 2015 la croisière part de Port Everglades à Fort Lauderdale, Floride. La croisière navigue vers une destination des Caraïbes avant de retourner à son point d'origine. À chaque voyage, de 2011-2014 il y a 40+ groupes de heavy metal à bord qui jouent 2 fois chacun. À partir de 2015 il y a 60+ groupes de différents genres metal qui jouent à bord (également 2 fois chacun). Le prix d'une place, pour la sixième édition (2016), est de 666 $, hors taxes. Depuis 2011 il y a entre 3 500 et 5 300 personnes à bord chaque année, y compris l'équipage du navire. 
En août 2011, les organisateurs de 70000 Tons of Metal annoncent un autre festival sur un navire de croisière appelé “Barge to Hell” prévu pour le 3 au 7 décembre 2012. Contrairement à 70000 Tons of Metal, Barge to Hell ne remplit que 60% de sa capacité. La route va de Miami à Nassau aux Bahamas. L'accent es mis sur genres metal extrême comme Thrash, Death et Black Metal.

## Antécédents
L'initiateur et fondateur de 70 000 Tons of Metal est un ancien promoteur de concerts et organisateur de tournée de Suisse, Andy Piller,.
Jeune adulte, Andy commence à organiser des concerts dans sa ville natale de Flums, ce qui deviendra plus tard sa profession. 
Selon lui, l'idée de 70 000 Tons of Metal lui est venue en 2006 quand il a vu des navires de croisière depuis son balcon (Colombie-Britannique). Il commence alors un processus de quatre ans de planification, d’organisation et de recherche d’investisseurs potentiels pour enfin pouvoir créer ce festival et l'entreprise Ultimate Music Cruises dont il est lle directeur général (CEO). 
Il existe une rumeur en 2010 selon laquelle 70000 Tons of Metal n'aura lieu qu'une seule fois.
Piller nie ces rumeur lors d'une interview avec la revue allemande Stern:
"Je n'ai pas investi quatre ans afin d'en faire un événement ponctuel."
- Andy Piller
Il souligne également que “il y aura une édition suivante et presque certainement beaucoup d'autres après.” 

## Line-up et scènes
Jusqu'à 60 groupes de tous genres de heavy metal jouent à chaque édition du festival. La scène principale à bord du Majesty of the Seas est située dans le théâtre du navire “A Chorus Line” sur les ponts 5-7. Sur le pont 8 il y a une plus petite scène dans le salon “Spectrum” et sur le pont 12 il y a la scène en plein air: La Scène sur le pont de la Piscine (“Pool Deck Stage”).
Pour la scène sur le pont de la piscine (Pool Deck Stage), une piscine séparée est drainée et couverte pour faire de la place pour le public. Depuis 2012 la Scène Pool Deck est devenue beaucoup plus grande et plus professionnelle. Depuis 2015 le festival a quatre scènes: le Pool Deck, une scène dans le “Alhambra Theater”, la patinoire “Studio B” et le Pyramid Lounge.

## Logement et Prix
Pour visiter le festival, il faut seulement réserver une cabine, ceci comprend les repas, les boissons non alcoolisées et non gazeuses et accès à tous les concerts. Les billets les moins chers (cabine pour 4 personnes, pont 2) sont toujours disponibles pour USD $766 par personne, les plus chers (Grand Suite pour 2 personnes avec grand balcon, pont 10) sont $2999 (2017), $3333 (2012 and 2013), aussi par personne. Les coûts additionnels par personne sont $379 (2017) pour les taxes, les taxes portuaires et autres coûts administratifs.
En plus des concerts, il y a aussi une salle de gym, un casino, un terrain de basketball et un mur d'escalade.

## Réception
Au début, la compagnie de croisières et l'équipage du navire se sont montrés sceptiques sur les voyageurs inhabituels.
Cependant, grâce au bon comportement des hôtes et la réussite économique du festival, leurs avis est changé fondamentalement.
En 2011, 70000 Tons of Metal reçoit une couverture de presse nationale et internationale.
La revue Metal Hammer, la revue Stern et les chaînes de télévision allemandes RTL, NDR et ZDF présentent l'événement.
En 2012 des documentaires sur le festival sont produits par CNN, SAT1 et WDR. Les médias les plus prestigieux qui présentent la croisière en 2013 sont Aardschok, Blick.ch, CNN, Lingener Tagespost, Metall Hammer, Rock Hard, Spiegel Online et Süddeutsche Zeitung.
Depuis 2013, Full Metal Cruise a lieu en mer Baltique en suivant un concept similaire. Il n'est pas clair dans quelle mesure les organisateurs s'inspirent de 70000 Tons of Metal.

## Éditions

### Années 2010

#### Édition 2011

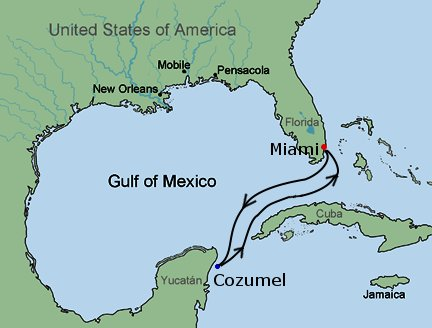
Route de 70000 tons of Metal 2011.

En 2011, le voyage inaugural commence le 24 janvier, à bord du MS Majesty of the Seas, au port de Miami via Cozumel (Mexique) et retour le 28 janvier.
Le line-up, est composée de 42 groupes de heavy metal internationaux qui jouent 2 fois chacun pendant les 5 jours de la croisière : Agent Steel, Amon Amarth, Arsis, Blackguard, Blind Guardian, Circle II Circle, Cripper, Dark Tranquillity, Death Angel, Destruction, Dusk Machine, Ensiferum, Epica, Exodus, Fear Factory, Finntroll, Forbidden, Gamma Ray, Iced Earth, Korpiklaani, Malevolent Creation, Marduk, Moonspell, Nevermore, Obituary, Rage, Raven, Sabaton, Sanctuary, Saxon, Sodom, Sonata Arctica, Swashbuckle, The Absence, Trouble, Twilight of the Gods (Performing Bathory Masterpieces), Týr, Uli Jon Roth, Unleashed, Voivod, Witchburner.
Les pays représentés sont: Afrique du Sud, Allemagne, Arabie saoudite, Argentine, Australie, Autriche, Belgique, Bolivie, Bosnie, Bulgarie, Canada, Chili, Chine, Colombie, Costa Rica, Danemark, États-Unis, Espagne, Estonie, Finlande, France, Grèce, Hong Kong, Hongrie, Irlande, Îles Féroé, Israël, Italie, Japon, Luxembourg, Mexique, Norvège, Nouvelle-Zélande, Pays-Bas, Pérou, Philippines, Pologne, Portugal, République tchèque, République dominicaine, Roumanie, Royaume-Uni, Russie, Slovaquie, Slovénie, Suède, Suisse, Turquie. 

#### Édition 2012

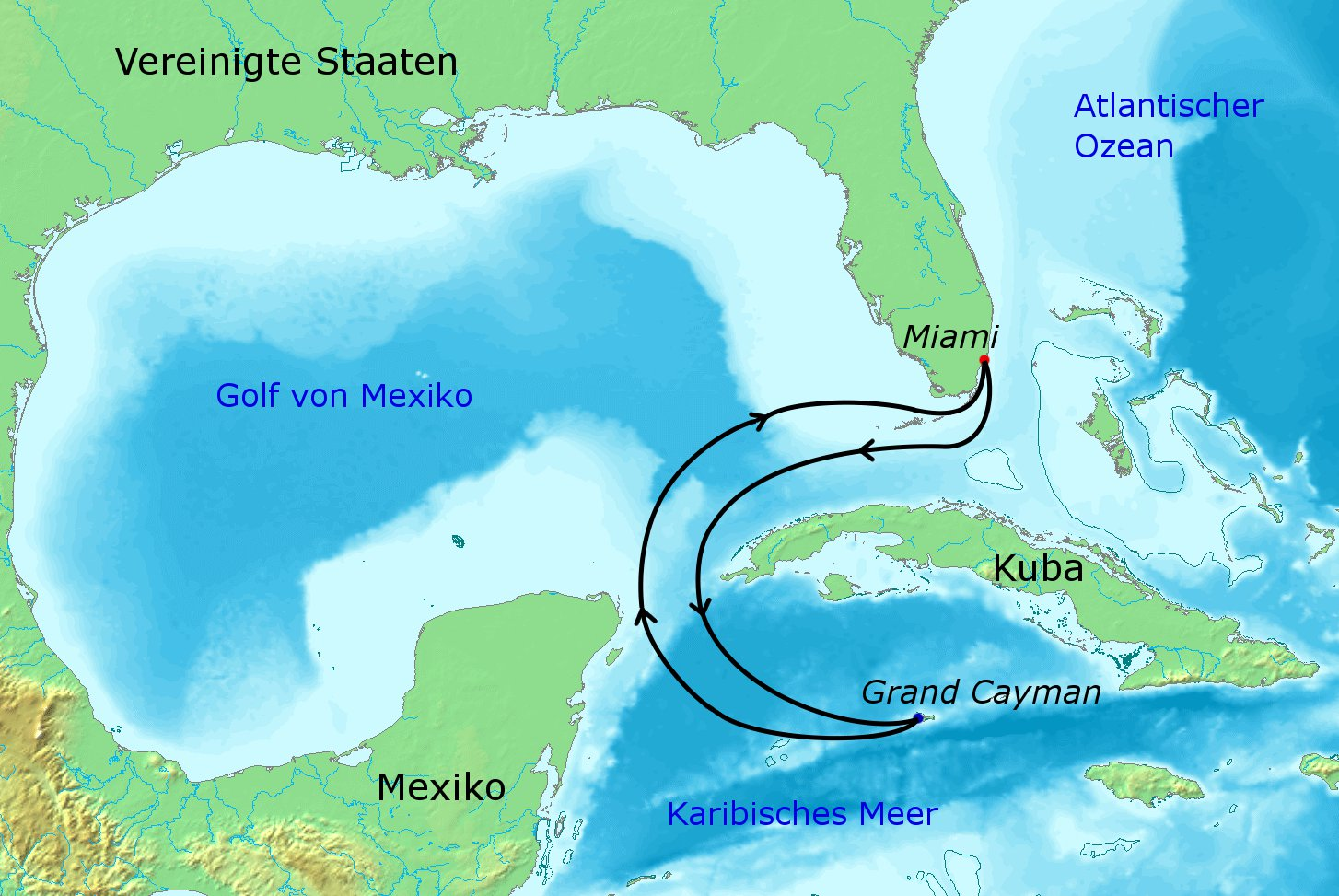
Route de 70000 tons of Metal 2012.

Le deuxième voyage de 70 000 Tons of Metal part de Miami le 23 janvier, en direction des George Town (îles Caïmans), et prend fin le 28 janvier. Le festival a lieu à bord du MS Majesty of the Seas.
2 051 invités assistent aux concerts, dont 51 % étaient déjà présents l'année précédente. Parmi les 2051 invités, 55 pays ont été représentés, de tous les continents, dépassant l'année précédente.
42 groupes jouent : Alestorm, Amorphis, Annihilator, Candlemass, Cannibal Corpse, Channel Zero, Children of Bodom, Coroner, Crowbar, Dark Funeral, Diamond Plate, Edguy, Eluveitie, Exciter, God Dethroned, Grave Digger, HammerFall, In Extremo, Kamelot, Kataklysm, Massacre, Megora, Moonsorrow, My Dying Bride, Nightwish, Orphaned Land, Overkill, Pestilence, Pretty Maids, Riot, Samael, Sapiency, Stratovarius, Suffocation, Tankard, Therion, Tristania, Venom, Vicious Rumors, Virgin Steele, Whiplash.
Les pays représentés sont: Afrique du Sud, Allemagne, Andorre, Arabie saoudite, Argentine, Australie, Autriche, Belgique, Bolivie, Brésil, Bulgarie, Canada, Chili, Colombie, Corée du Sud, Costa Rica, Cuba, Danemark, Équateur, États-Unis, Égypte, Espagne, Finlande, France, Grèce, Hongrie, Irlande, Islande, Israël, Italie, Japon, Kirghizistan, Liban, Luxembourg , Mexique, Norvège, Nouvelle-Zélande, Pays-Bas, Panama, Pérou, Pologne, Portugal, Royaume-Uni, République tchèque, Roumanie, Russie, Sierra Leone, Slovaquie, Slovénie, Suède, Suisse, Trinidad, Turquie, Ukraine, Venezuela.

#### Édition 2013

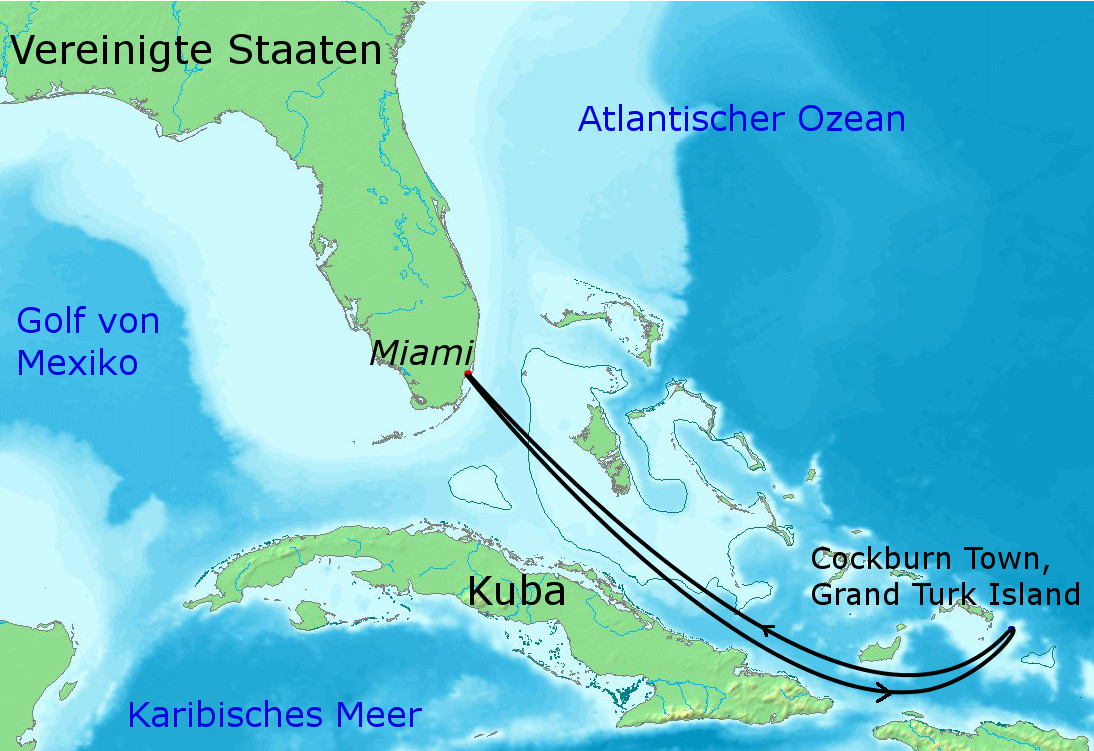
Route de 70000 tons of Metal 2013.

Le troisième voyage de 70 000 Tons of Metal part de Miami le 28 janvier vers les Îles Turks-et-Caïcos, pour revenir le 1er février. Le festival a eu lieu à bord du MS Majesty of the Seas.
En plus des groupes présents, le guitariste et fondateur du groupe Annihilator, Jeff Waters, organise un All-Star Jam incluant des artistes tels que Petri Lindroos (Ensiferum) , Cristina Scabbia (Lacuna Coil), Doro Pesch (Warlock, Doro), et Mille Petrozza (Kreator).
La pianiste ukrainienne classique, Vika Yermolyeva est également présente. Elle joue des reprises telles Raining Blood de Slayer ou Nothing Else Matters de Metallica.
La première du concept Pool Girls a lieu : des animations faites par des hôtesses habillées par le créateur Toxic Vision.
42 groupes sont à bord : 3 Inches of Blood, Anaal Nathrakh, Anacrusis, Angra, Arkona, Cryptopsy, Delain, Die Apokalyptischen Reiter, Doro, DragonForce, Ektomorf, Ensiferum, ETECC, Evergrey, Fatal Smile, Flotsam and Jetsam, Gotthard, Heidevolk, Helloween, Helstar, Holy Grail, Immolation, In Flames, Inquisition, Kreator, Lacuna Coil, Lizzy Borden, Metal Church, Nightmare, Nile, Onslaught, Rage and Lingua Mortis Orchestra, Sabaton, Sinister, Steel Engraved, Subway to Sally, Threat Signal, Tiamat, Turisas, Týr, Unexpect.

Les pays représentés sont: Afrique du Sud, Allemagne, Andorre, Arabie saoudite, Argentine, Aruba, Australie, Autriche, Belgique, Bolivie, Bosnie, Brésil, Bulgarie, Canada, Chili, Chine, Colombie, Corée , Costa Rica, Danemark, Émirats arabes unis, Espagne, États-Unis, Finlande, France, Gibraltar, Grèce, Honduras , Hongrie, Inde, Irlande, Îles Féroé, Israël, Italie, Japon, Liechtenstein, Luxembourg, Mexique, Norvège, Pays-Bas, Panama, Pérou, Pologne, Portugal , Porto Rico, Royaume-Uni, République tchèque, Roumanie, Russie, Slovaquie, Slovénie, Suède, Suisse, Suriname, Trinité-et-Tobago, Ukraine.

#### Édition 2014

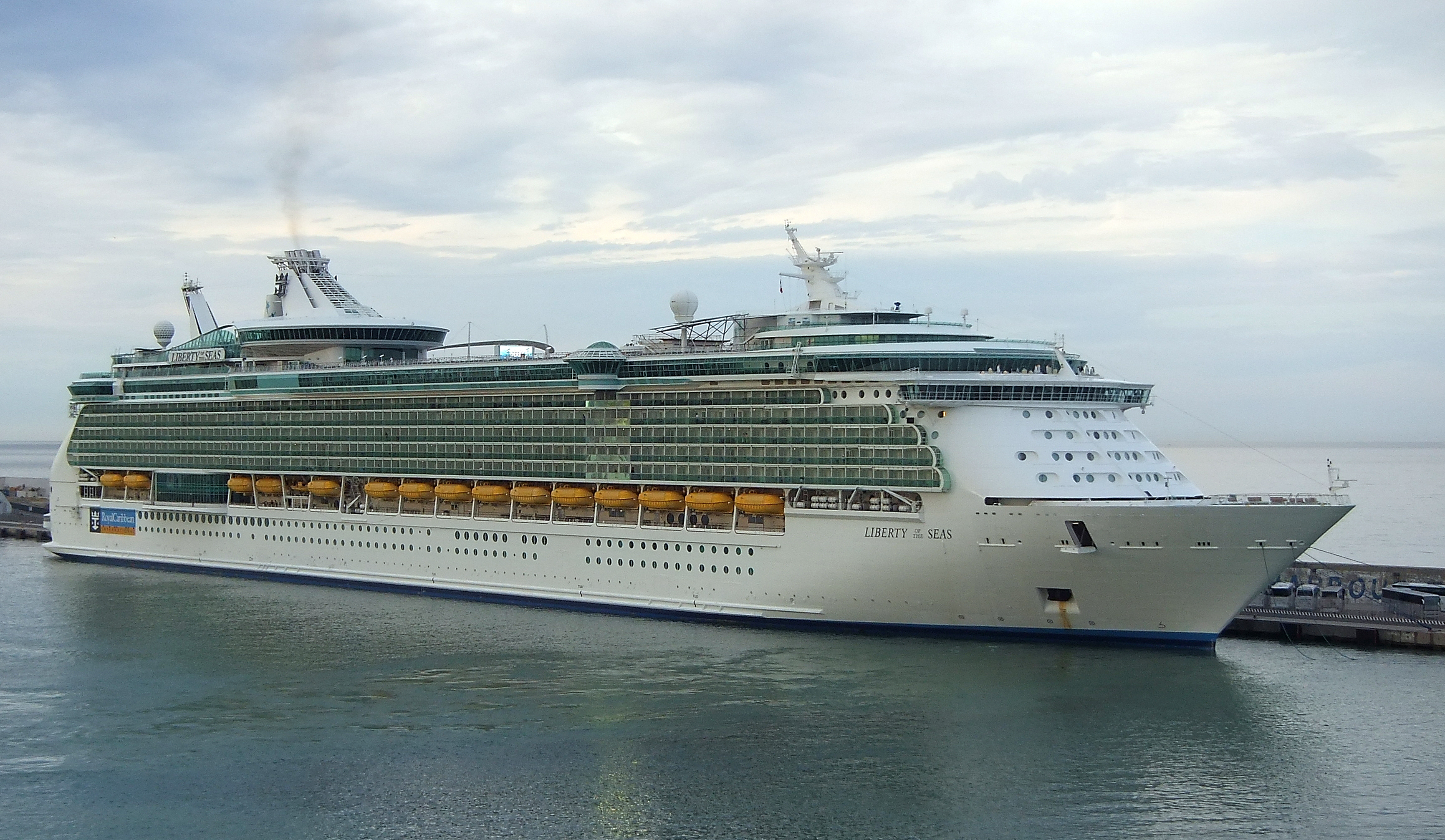
Le Liberty of the Seas.

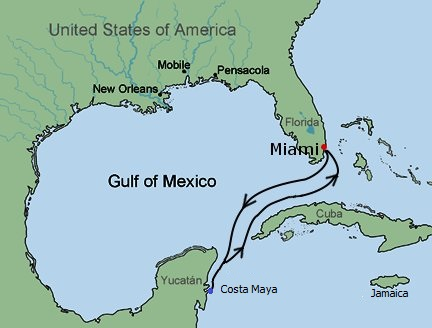
Route de 70000 tons of Metal 2014.

Le quatrième voyage de 70 000 Tons of Metal débute au port de Miami, le 27 janvier, via Costa Maya (Mexique), et finit le 31 janvier.
Le trajet de 2014 est sélectionnée par un processus de vote ouvert aux passagers munis d'un billet pour le festival sur le site web officiel. Les votants peuvent choisir entre cinq destinations : Cozumel (Mexique), Freeport, (Bahamas), Cockburn Town (Îles Turks-et-Caïcos), Nassau (Bahamas) et Costa Maya (Mexique). C'est cette dernière qui retenue avec 40 % des voix, suivie par Cockburn Town avec 38 %.
41 groupes sont présents : Atrocity, Bonfire, Carcass, Cripper, Cynic, Dark Tranquillity, Death Angel, Death DTA, D.R.I., Fear Factory, Finntroll, Freedom Call, Gloryhammer, Haggard, Hatesphere, Izegrim, Keep of Kalessin, Leaves' Eyes, Massacre, Nekrogoblikon, Novembers Doom, Obituary, Orphaned Land, Overkill, Poltergeist, Raven, Rising Storm, Satyricon, Septicflesh, Soilwork, Swallow The Sun, Swashbuckle, Symphony X, Terrorizer, Pungent Stench, The Haunted, Twilight of the Gods, Unearth, Vicious Rumors, Victory, Xandria.
Les pays représentés sont: Afrique du Sud, Allemagne, Andorre, Arabie saoudite, Argentine, Australie, Autriche, Belgique, Bélarus, Bosnie-Herzégovine, Brésil, Bulgarie, Canada, Chili, Colombie, Costa Rica, Danemark, Équateur, États-Unis, Égypte, Émirats arabes unis,Espagne, Estonie, Finlande, France, Grèce, Honduras, Hong Kong, Hongrie, Inde, Irlande, Israël, Italie, Japon, Koweït, Kirghizistan, Luxembourg, Macédoine, Mexique, Nouvelle-Zélande , Nicaragua, Norvège, Pays-Bas, Panama, Pérou, Pologne, Portugal, Porto Rico , Royaume-Uni, République tchèque, Roumanie, Russie, Serbie, Slovaquie, Slovénie, Suède, Suisse , Thaïlande, Trinité-et-Tobago, Turquie, Ukraine, Venezuela

#### Édition 2015

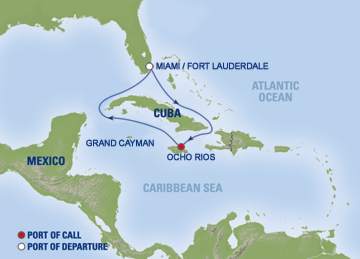
Route de 70000 tons of Metal 2015.

La cinquième édition de 70 000 Tons of Metal commence le 22 janvier et finit le 26 janvier 2015, via Ocho Rios (Jamaïque), à bord du Liberty of the Seas, sur la route Fort Lauderdale - Ocho Rios - Fort Lauderdale.
3 000 billets sont disponibles pour le public et 60 artistes sont présents à bord, chaque groupe jouant deux sets.
Quatre scènes sont construites spécialement pour l'événement pour accueillir les 20 autres artistes : des scènes sur le Théâtre Platinum, le salon Sphinx, Studio B et la plate-forme extérieure qui accueille la plus grande scène en plein air en mer. Plus de 70 pays sont représentés par les passagers.
La cinquième édition du festival voit le retour du « Jamming in International Waters » avec Jeff Waters. Le All-Star Jam inclut des artistes comme des membres de 1349, Annihilator, Behemoth, Blind Guardian, D-A-D, Destruction, Ensiferum, Grave Digger, Heathen, In Extremo, Michael Schenker, Napalm Death, Primal Fear, Soulfly, Therion, Threshold et Venom.
Le festival présente également les lancements de nouveaux albums: Shadowmaker (Apocalyptica), Beyond the Red Mirror (Blind Guardian), Noita (Korpiklaani), et From the Depth (Venom).
Les Pool girls sont également présentes.
Les groupes présents sont : 1349, Alestorm, Amorphis, Annihilator, Anvil, Apocalyptica, Arch Enemy, Artillery, Behemoth, Blind Guardian, Cannibal Corpse, Chimaira, Crucified Barbara, D-A-D, Einherjer, Ensiferum, Equilibrium, Gama Bomb, God Dethroned, Grave Digger, Heathen, In Extremo, Kataklysm, Korpiklaani, Michael Schenker's Temple of Rock, Monstrosity, Municipal Waste, Napalm Death, Origin, Pretty Maids, Primal Fear, Rage, Soulfly, Tank, Therion, Threshold, Trollfest, Trouble, Venom, Whiplash, Wintersun.

Les pays représentés sont: Afrique du Sud, Allemagne, Andorre, Arabie saoudite, Argentine, Australie, Autriche, Belgique, Bolivie, Brésil, Bulgarie, Canada, Chili, Colombie, Costa Rica, Croatie, Danemark, Égypte, El Salvador, Émirats arabes unis, Équateur, Espagne, Estonie, États-Unis, Finlande, France, Grèce, Guatemala, Hong Kong, Hongrie, Inde, Irlande, Israël, Italie, Japon, Kirghizistan, Koweït, Liechtenstein, Lituanie, Luxembourg, Macédoine, Mexique, Moldova, Nicaragua, Norvège, Nouvelle-Zélande, Panama, Pays-Bas, Pérou, Philippines, Pologne, Porto Rico, Portugal, République tchèque, Roumanie, Royaume-Uni, Russie, Serbie, Singapour, Slovaquie, Slovénie, Sri Lanka, Suède, Suisse, Thaïlande, Trinité-et-Tobago, Turquie, Ouzbékistan, Venezuela

#### Édition 2016

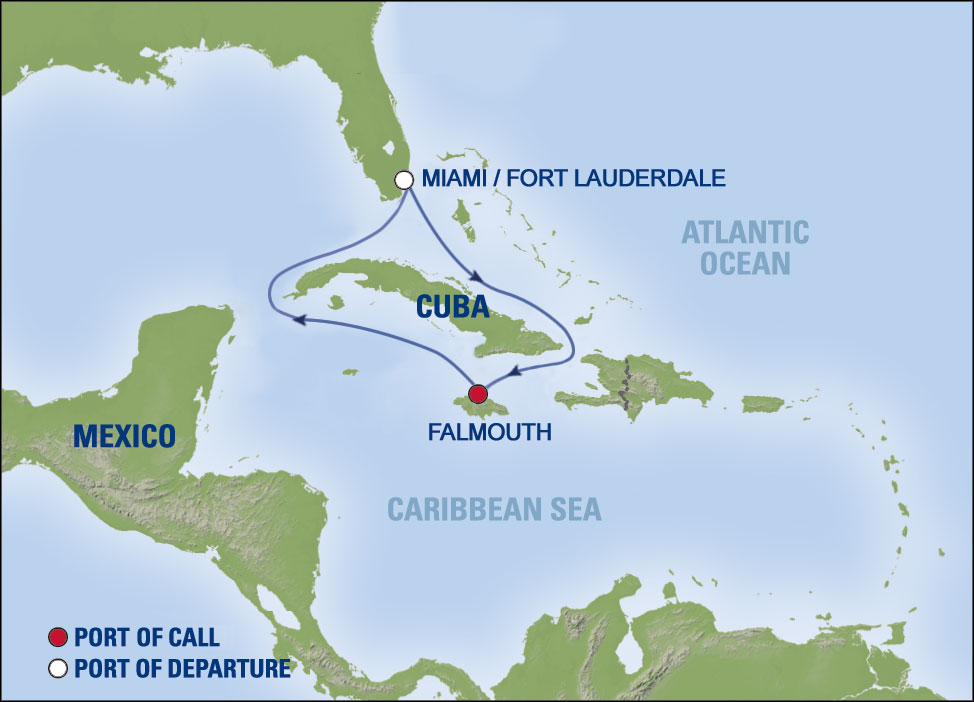
Route de 70000TONS OF METAL 2016

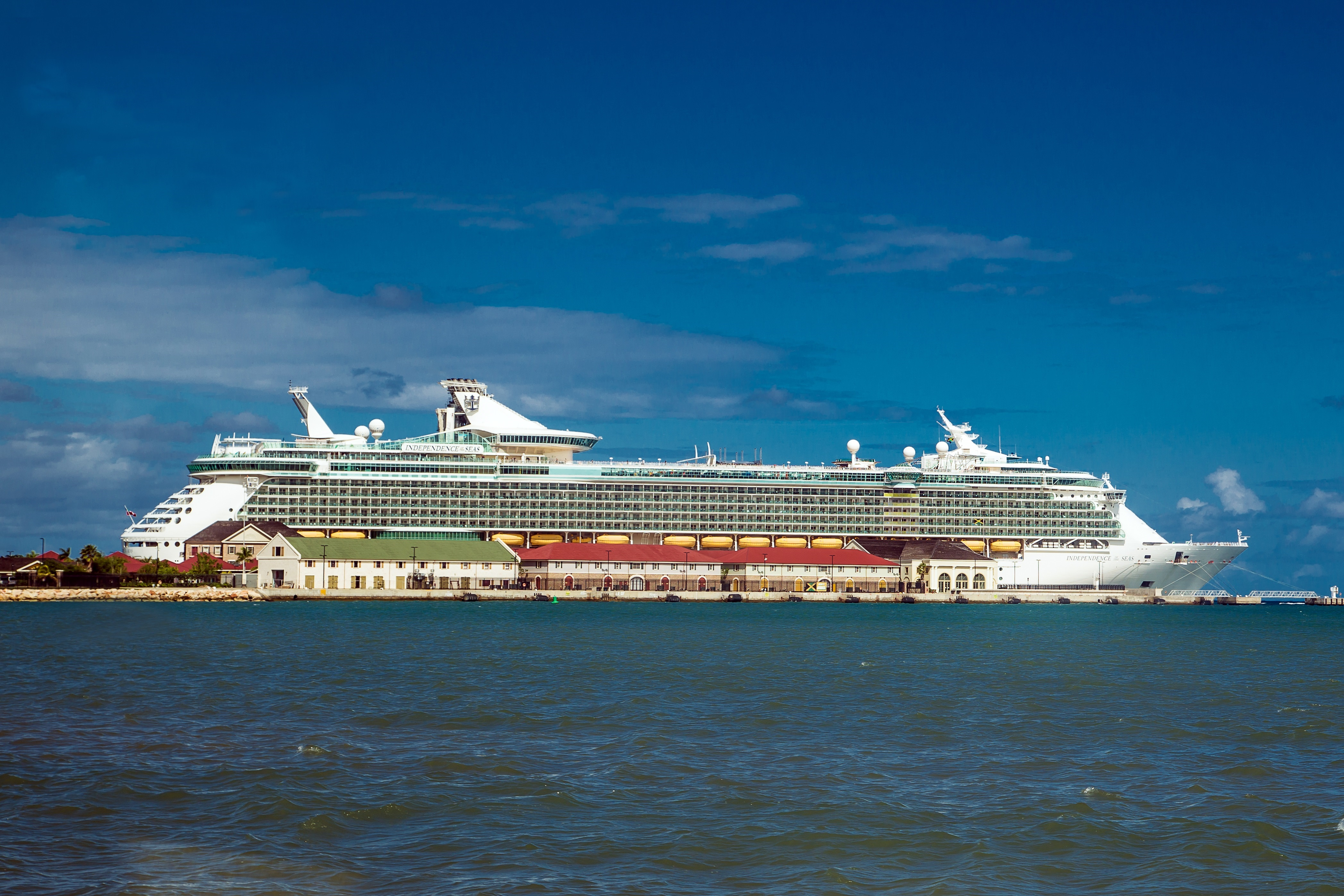
Independence of the Seas

La sixième édition de 70 000 Tons of Metal commence le 4 février et finit le 8 février 2016, à bord du Independence of the Seas, sur la route Fort Lauderdale - Falmouth, Jamaïque - Fort Lauderdale. 3 000 billets sont disponibles pour le public et 60 artistes sont présents à bord, chaque groupe jouant deux concerts. 72 pays sont représentés par les passagers.
Le Jamming with Waters in International Waters, avec Jeff Waters et le All-Star Jam, incluent des membres de Lacuna Coil, Delain, Firewind, Iced Earth, HammerFall, Moonspell, et plus.
Les groupes présents sont : Abinchova, Ancient Rites, Arkona, At the Gates, Aura Noir, Belphegor, Bloodbath, Carach Angren, Children of Bodom, Cradle of Filth, Dead Cross, Delain, Dia de los Muertos, Diamond Head, Distillator, DragonForce, Eluveitie, Epica, Fallujah, Firewind, Fleshgod Apocalypse, Gamma Ray, Ghoul, HammerFall, Holy Moses, Iced Earth, Incantation, Insomnium, Jag Panzer, Katatonia, Koyi K Utho, Krisiun, Lacuna Coil, Manilla Road, Moonspell, My Dying Bride, Nervosa, No Raza, November's Doom, Painful, Paradise Lost, Raven, Rhapsody of Fire, Rotting Christ, Samael, Skalmold, Sodom, Squealer, Starkill, Stratovarius, Subway to Sally, Susperia Thyrfing, Tsjuder, Turisas, Twilight Force, Týr, Vader, Vallenfyre, Visions of Atlantis.

#### Édition 2017

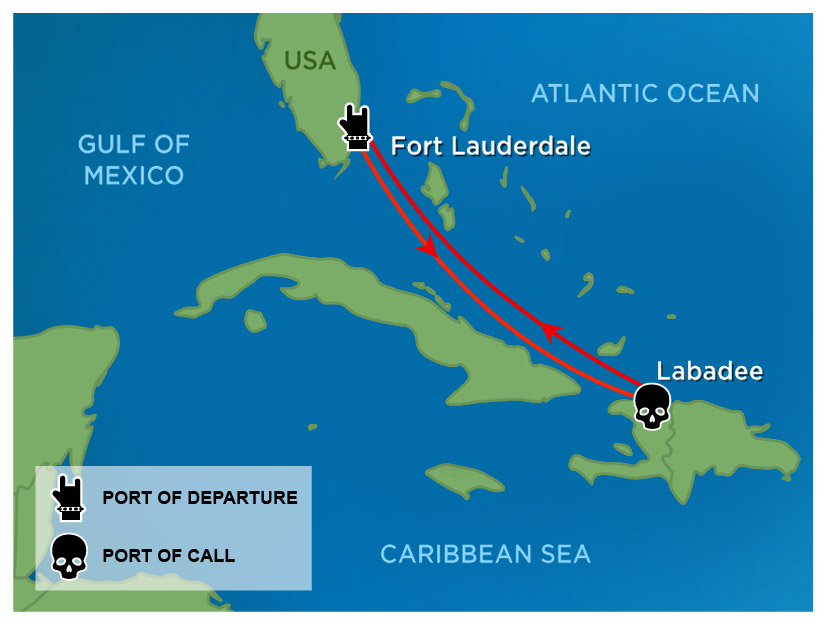
Route de 70000TONS OF METAL 2017

La septième édition de 70 000 Tons of Metal commence le 2 au 6 février 2017 via Labadie (Haïti), à bord du Independence of the Seas, sur la route Fort Lauderdale - Labadee - Fort Lauderdale. 3 000 billets sont disponibles pour le public et 61 artistes sont présents à bord, chaque groupe jouant deux concerts. 74 pays sont représentés par les passagers.
Les groupes présents sont : Amaranthe, Amorphis, Angra, Annihilator, Anthrax, Arch Enemy, Avatarium, Axxis, Carcass, Cattle Decapitation, Cruachan, Cryptex, Cryptopsy, Dalriada, Death Angel, Demolition Hammer, DevilDriver, Draconian, Dying Fetus, Edenbridge, Einherjer, Equilibrium, Ghost Ship Octavius, Grave Digger, Haggard, Kalmah, Kamelot, Månegarm, Marduk, Misery Loves Co., Moonsorrow, Mors Principium Est, Nightmare, Omnium Gatherum, Orden Ogan, Orphaned Land, Pain, PowerGlove, Psycroptic, Revocation, Saltatio Mortis, Scar Symmetry, Serenity, Stam1na, Stuck Mojo, Suffocation, Testament, Therion, Total Death, Touch The Sun, Trauma, Trollfest, Uli Jon Roth, Unleashed, Vreid, and Xandria.

#### Édition 2018

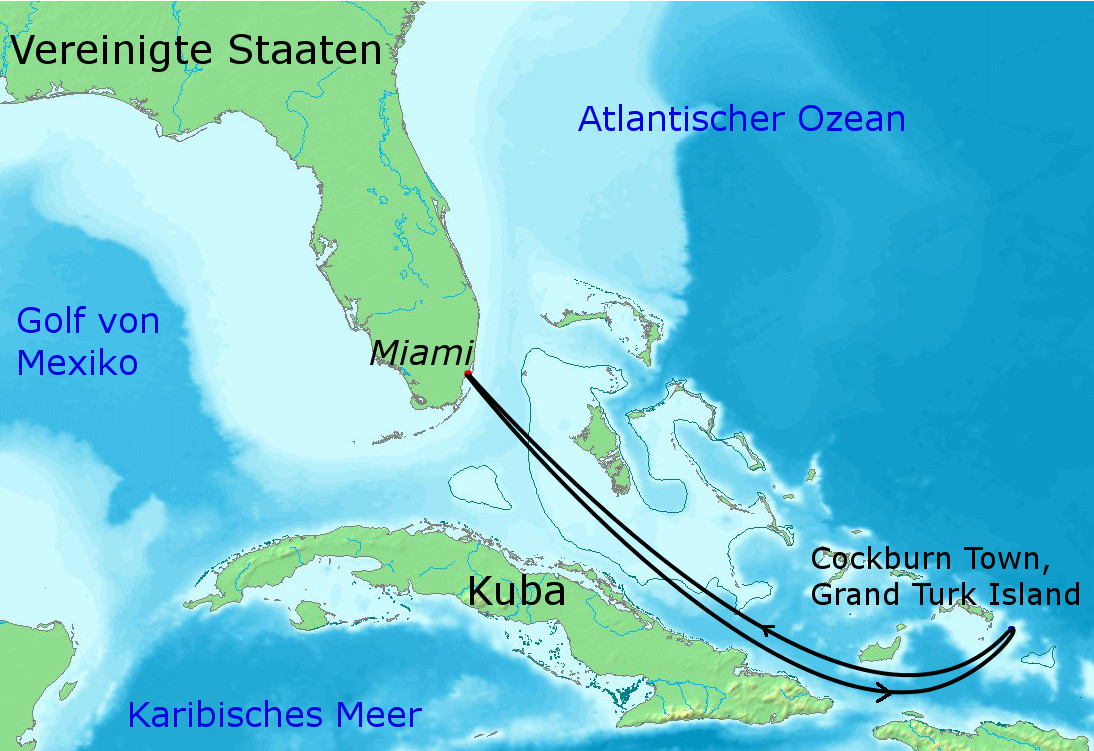
Route de 70000 tons of Metal 2018.

La huitième édition de 70 000 Tons of Metal a lieu du 1er au 5 février 2018 , à bord du Independence of the Seas, sur la route Fort Lauderdale - Cockburn Town, Îles Turks-et-Caïcos - Fort Lauderdale.
Les groupes présents sont: Aborted, Aeternam, Alestorm, Amberian Dawn, Battle Beast, Belphegor, Benediction, Benighted, Beyond Creation, Cannibal Corpse, Dark Tranquillity, Destruction, Diablo Blvd, Die Apokalyptischen Reiter, Enslaved, Evergrey, Evertale, Exciter, Exhumed, Exodus, Freedom Call, Goatwhore, Gyze, In Extremo, In Mourning, Insomnium, Internal Bleeding, Kataklysm, Korpiklaani, Kreator, Leaves' Eyes, Majestic Downfall, Masterplan, Meshuggah, Metal Church, Metsatöll, Naglfar, Necrophobic, Obscura, October Tide, Primal Fear, Psychostick, Rhapsody, Sabaton, Samael, Septicflesh, Sepultura, Seven Kingdoms,Seven Spires, Sinister, Sirenia, Sonata Arctica, Swallow the Sun, Threshold, Triosphere, Voivod, Witchery, Witherfall, Wolfchant, Wolfheart,.

#### Édition 2019

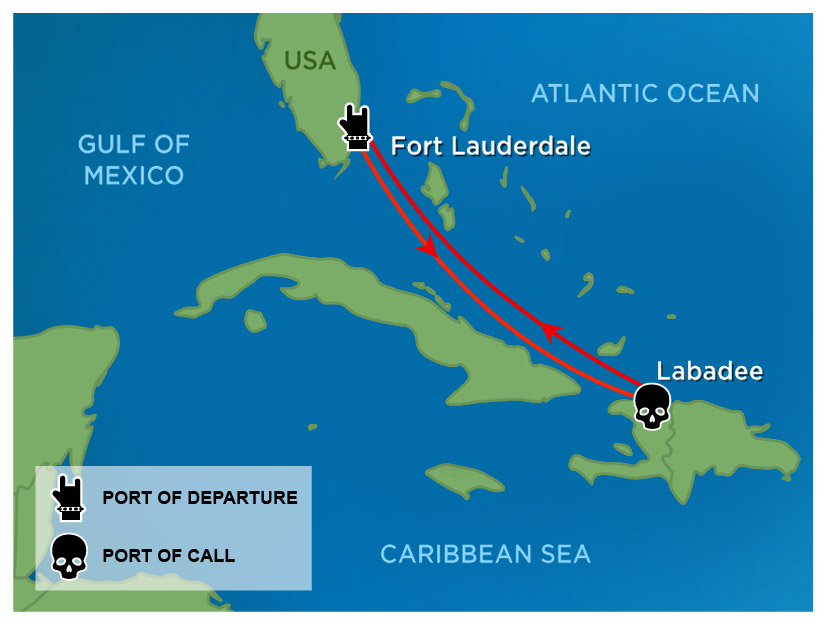
Route de 70000 Tons of Metal 2019

La neuvième édition de 70 000 Tons of Metal commence le 31 janvier et finit le 4 février, à bord du Independence of the Seas, sur la route Fort Lauderdale - Labadie, Haïti - Fort Lauderdale.
Les groupes présents sont: Accept, Arkona, Atrocity, Bloodbath, Blood Red Throne, Bodyfarm, Carnation, Chontaraz, Convulse, Coroner, Cyhra, Dark Funeral, Delain, Dragony, Eluveitie, Ensiferum, Exmortus, Fleshgod Apocalypse, Gloryhammer, God Dethroned, Steve Grimmett's Grim Reaper, Heidevolk, In Vain, Internal Suffering, Kalmah, Kamelot, Krisiun, Masacre, MaYaN, Mors Principium Est, Napalm Death, Ne Obliviscaris, Nekrogoblikon, Night Demon, Nile, Obituary, Onslaught, Paradise Lost, Perpetual Warfare, Persefone, Pestilence, Rage (feat. Lingua Mortis Orchestra), Raven, Riot V, Sodom, Soulfly, Subway to Sally, Svartsot, Temperance, The Black Dahlia Murder, Tiamat, Tristania, Twilight Force, Týr, Unleash the Archers, Van Canto, Vicious Rumors, Visions of Atlantis, Vomitory, Warbringer

### Années 2020

#### Édition 2020

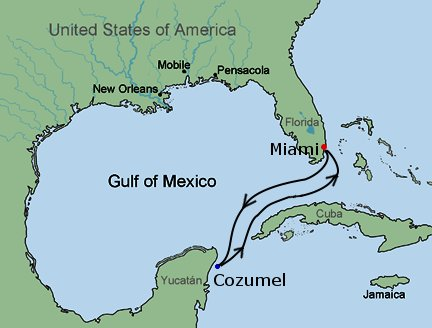
Route de 70000 tons of Metal 2020.

Le dixième voyage de 70 000 Tons of Metal commence le 7 janvier à bord du Independence of the Seas au port de Miami (Fort Lauderdale) via Cozumel (Mexique) et retour le 11 janvier.
Les groupes présents sont : Aborted, Aeternam, Æther realm, Archon Angel, Atheist, At the Gates, Axxis, Bloodbound, Brujeria, Candlemass, Carach Angren, Cattle Decapitation, Cruachan, Dark Matter, Devin Townsend, Edenbridge, Einherjer, Emperor, Epica, Ereb Altor, Exodus, Finntroll, Firstbourne, Flotsam and Jetsam, Ghost Ship Octavius, Grave Digger, Haggard, Havok, Ihsahn, Incantation, Kampfar, Kissin' Dynamite, Leaves' Eyes, Michael Schenker, Moonsorrow, No Raza, Novembers Doom, Omnium Gatherum, Once Human, Origin, Orphaned Land, Possessed, Ross the Boss, Seven Witches, Soen, Soilwork, Sortilège, Spoil Engine, Stam1na, Striker, Suffocation, The Agonist, The Faceless, Toxik, Trollfest, Venom, Vio-Lence, Whiplash, Wintersun, Without Waves, The Zero Theorem

#### Édition 2021
La 11e édition du 70000 Tons Of Metal était prévue pour naviguer du 7 janvier jusqu'au 11 janvier, 2021 de Miami/Fort Lauderdale, FL vers Ocho Rios, Jamaïque et retour. 

#### Édition 2023
La ronde 11 du 70000 Tons Of Metal navigue du 30 janvier jusqu'au 3 février, 2023 de Miami vers Bimini, aux Bahamas sur le bateau de croisière Freedom of the Seas.
Les groupes présents sont : Abysmal Dawn, Amberian Dawn, Amorphis, Atrocity, Batushka, Belphegor, Bodyfarm, Cancer, Cryptosis, Cynic, Dark Tranquillity, Dear Mother, Deathless, Decrepit Birth, Destruction, Dragonforce, Edge of Paradise, Eleine, Elvenking, Empress, Eshtadur, Evergrey, Fallujah, Feuerschwanz, Fractal Universe, Freedom Call, God Dethroned, Hei'An, Hideous Divinity, Hypocrisy, Insomnium, Internal Bleeding, Iron Savior, Isole, Jungle Rot, Kamelot, Keep of Kalessin, Korpiklaani, Kreator, Månegarm, Melechesh, Nightmare, Nightwish, Nothgard, Novembre, Nuclear, Obscura, Oceans of Slumber, Osyron, Rotting Christ, Sight of Emptiness, Sirenia, Skiltron, Uli Jon Roth, The Crown, Vektor, Vicious Rumors, Visions of Atlantis, Vreid, Warbringer, Wolfchant, Wormed.

#### Édition 2024
La douzième édition du 70000 Tons Of Metal naviguera du 29 janvier jusqu'au 2 février, 2024 de Miami vers Puerto Plata dans la République Dominicaine, sur le bateau de croisière Freedom of the Seas.
Les groupes présents sont : Aborted, Angra, Blind Guardian, Blood Red Throne, Crypta, Dalriada, Depressive Age, Draconian, Dynazty, Epica, Equilibrium, Fleshgod Apocalypse, Grave Digger, Heidevolk, Infected Rain, Iotunn, Kataklysm, Legion of the Damned, Lord of the Lost, Marduk, My Dying Bride, Mystic Prophecy, Nanowar of Steel, Nervosa, Nile, Omnium Gatherum, Saor, Scar Symmetry, Serenity, Sodom, The Halo Effect, Thyrfing, Tygers of Pan Tang, Unleashed, Victory, Warkings, Wind Rose

#### Édition 2025
70000 Tons Of Metal 2025 naviguera du 30 janvier jusqu'au 3 février, 2025 de Miami vers Ocho Rios, Jamaïque , sur le bateau de croisière Independence of the Seas.